# روبر فورنیه-سارلووز
روبر فورنیه-سارلووز (فرانسوی: Robert Fournier-Sarlovèze‎; ۱۴ ژانویهٔ ۱۸۶۹ – ۱۳ ژوئیهٔ ۱۹۳۷) بازیکن چوگان اهل فرانسه بود.
وی در مسابقات کشوری و بین‌المللی در مجموع برندهٔ ۱ مدال برنز شده‌است.